# Smeryngolaphria bicolorala
Smeryngolaphria bicolorala là một loài ruồi trong họ Asilidae. Smeryngolaphria bicolorala được Tomasovic miêu tả năm 2003. Loài này phân bố ở vùng nhiệt đới châu Phi.